# María del Pilar Pérez (actriz)
María del Pilar Pérez Silva (Villavicencio, 27 de noviembre de 1991), más conocida como Pitizion, es una actriz, cantante y compositora colombiana.

## Biografía

### Carrera como actriz
Realizó su debut en el año 2011 con la telenovela juvenil de Nickelodeon Latinoamérica Grachi. Luego en 2012 consiguió un papel en la telenovela de Telemundo Corazón valiente. Al año siguiente participa en Marido en alquiler.
En Grachi interpretó durante las 3 temporadas al personaje de Dotty del elenco secundario y una de las famosas panteras rojas, junto a Isabella Castillo, Andrés Mercado, Kimberly Dos Ramos y Sharlene Taule. En Corazón valiente interpreta a María Fernanda, una villana, hija de la villana principal y el protagonista, interpretados por Aylín Mújica y José Luis Reséndez; ella está en Suiza en un internado por su abuelo (interpretado por Manuel Landeta).
Ha participado en campañas conjuntas de las empresas: Avianca, LifeMiles y el Grupo Financiero FICOHSA.

### Carrera como cantante
A sus 26 años firma su primer contrato discográfico con Universal Music Latin en la ciudad de Miami, el cual bajo el acompañamiento de Andrés Saavedra como productor debuta con su primer sencillo promocional "Ella" en 2019. En agosto de 2019 presentó "Tu última canción", una balada.
En 2020 presentó su primer EP titulado "La Piti" que incluye su primera colaboración junto a la colombiana Greeicy en la canción No pasa nada. Fue nominada en los Latin Grammy 2020 en la categoría «mejor nuevo artista.»

## Carrera

### Televisión
| Año       | Telenovela            | Personaje                                                      |
| --------- | --------------------- | -------------------------------------------------------------- |
| 2011—2013 | Grachi                | Dorothea "Dotty"                                               |
| 2012      | Corazón valiente      | María Fernanda del Castillo/María Fernanda Arroyo del Castillo |
| 2013      | Marido en alquiler    | Vanessa Flores                                                 |
| 2015      | Dueños del paraíso    | Sandra                                                         |
| 2015      | Escándalos            | María Helena                                                   |
| 2015—2016 | ¿Quién es quién?      | Daniela Sandoval                                               |
| 2021      | La reina del flow     | Ella misma (cameo)                                             |
| 2023      | El Club de los Graves | KJ                                                             |

### Discografía
| Año  | Sencillos |
| ---- | --- |
| 2023 | - «Súbeme el volumen » con Nil Moliner |
| 2021 | - «Gracias a Ti» |
| 2020 | - «¿Te ha pasado?» (Con Paty Cantú, Camila Fernández - «La Diferente» - «Ellas» (Con Kenia Os, Nicole Zignago) - «Tu» - «No pasa nada» (Con Greeicy Rendón) - «Cura y amenaza» (Con McKlopedia, Itzza Primera, Omar Koonze, Okaa, Jordy Jill) - «Crisis Mentales» - «Baby» |
| 2019 | - «Ella (Remix)» (Con Rafa Pabón, Big Soto) - «Fui lo que soy» - «Tu ultima canción» - «Ella» - «La diferente» |